# Garlieb Sillem

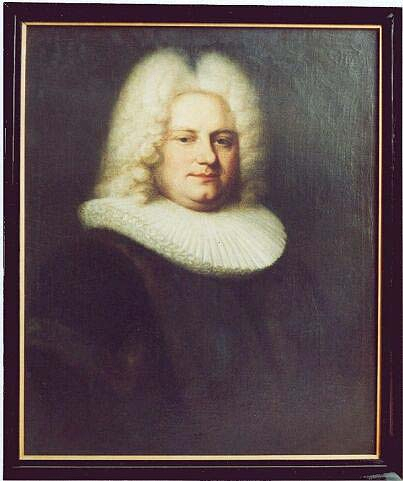
Garlieb Sillem

Garlieb Sillem (Garlev Syllm) (* 15. Juni 1676 in Hamburg; † 26. Dezember 1732 ebenda) war Licentiat der Rechte und Bürgermeister.

## Leben
Der Sohn von Hieronymus Sillem besuchte für zwei Jahre das Akademische Gymnasium und gab 1696 zum Abschluss, anstelle einer lateinischen Abhandlung über einen Klassiker, seine Pflichtmäßige Antwort heraus, in der er seine Eltern verteidigte. Er studierte dann Jura in Frankfurt und Halle und machte eine Reise durch Deutschland, Frankreich und die Niederlande. 1704, wieder in Hamburg, wurde er Advokat und 1708 von der Universität Franeker zum Licentiaten der Rechte ernannt. 
Im seit 1650 andauernden Machtkampf zwischen Hamburger Bürgerschaft und Rat vermittelte die kaiserliche Commission unter Graf Damian Hugo Schönborn, welche 1708 erschienen war, die städtischen Verwickelungen zu lösen. Die Bürgerschaft hatte sich mit deren Bestimmung, dass zu den drei bisherigen Syndici ein vierter zu ernennen sei, bereit erklärt und am 8. September 1710 wurde Sillem vom Rat dazu erwählt. Er hatte an den Verhandlungen über die Abänderung der städtischen Verfassung teilzunehmen und gewann das Vertrauen beider Seiten. Nach dem Hauptrezess von 1712 glätteten sich die Wogen. 
1711 und 1712 war ihm auch der Vorsitz der beim Ausbruch der Pest neu ernannten Sanitätskommission übertragen. 
1717 wurde Sillem Bürgermeister. Nachdem der kaiserliche Gesandte Graf Fuchs 1719 die 1693 im Gesandtschaftshaus errichtete katholische Kapelle hatte erneuern lassen, erwachte das Misstrauen gegen die Calvinisten und besonders gegen die Römisch-Katholischen wieder und die Bevölkerung zerstörte die Kapelle, wobei auch das Gesandtschaftshaus niedergerissen wurde. Kaiser Karl VI. verlangte, dass eine feierliche Deputation in Wien Abbitte leisten solle, wobei er auch die Anwesenheit des präsidierenden Bürgermeisters forderte. 
Sillem reiste, in Vertretung des erkrankten Vorsitzenden des Rates, zusammen mit Barthold Heinrich Brockes und zwei Oberalten nach Wien, wo sie im Mai 1721 eintrafen. Es gelang ihnen, die kaiserliche Huld wiederzugewinnen und die Entschädigungssumme herunterzuhandeln. Der Justiziarius Graf Windischgrätz gab kund, „die Stadt hätte verdient, von Grund auf vertilgt zu werden“. Am 27. Oktober kehrte die Deputation zurück.
1723 stieg er auf zum präsidierenden Bürgermeister. Am 2. September 1723 hatte er vor der Bürgerschaft die Haltung des Rats in Sachen des Schaumburger Hofes zu vertreten, der, im Hamburger Stadtgebiet gelegen, lange Zeit Veranlassung zu Streitigkeiten mit Dänemark gegeben hatte. 

## Trauermusik
Er scheint ein Freund der Dichtkunst gewesen zu sein. Für seine Leichenfeier hatte er seinen letzten Schwahnen-Gesang selbst gedichtet. Er erklang auf seiner Begräbnisfeier in der Vertonung des Kantors Georg Philipp Telemann am 5. Januar 1733 in der Hamburger St. Petrikirche. Die Trauermusik wird bis heute aufgeführt.